# Jonathan Erdmann
Jonathan Erdmann (ur. 12 marca 1988 w Berlinie) – niemiecki siatkarz plażowy, brązowy medalista Mistrzostwa Świata z 2013 roku oraz wicemistrz Europy z 2011 roku w parze z Kayem Matysikiem. Brał udział w turnieju siatkówki plażowej na Igrzyskach Olimpijskich w 2012 roku w Londynie.